# Patrubány Miklós
Patrubány Miklós (Medgyes, 1952. december 23. –) erdélyi magyar villamosmérnök, politikus, közíró.

## Élete
Az erdélyi örmény  Patrubán / Csoribán (eredeti név: ch’vors 'չորս' ) család leszármazottja.  
Középiskolát a medgyesi Stephan Ludwig Roth Líceumban végzett (1971), villamosmérnöki oklevelét a Kolozsvári Műegyetemen szerezte (1978). Pályáját a bukaresti félvezetőket gyártó üzemben kezdte (1976–78), majd a Kolozsvári Számítástechnikai Intézet tudományos főkutatója (1978–92), a Kolozsvári Műegyetem vendégtanára (1979–84) és 1992-től a Kolozsvári Praemium Kft. vezető tulajdonosa.

## Szakmai munkássága
Első írását A terminál nem végvár címmel az Igazság közölte le (1981). Kutatási területe a számítástechnikai gépek és programok készítése. Tanulmányt jelentetett meg Mikroprocesszorokról címmel a Korunk Füzetek 2. számában (1983). Önálló munkája: Totul despre microprocesorul Z80. I–II. (Mit tudhatunk a Z80-as mikroprocesszorról?, 1989) program-magnókazetta-melléklettel. Mint az első romániai számítógép, a PRAE „atyja”, tervezett könyvében (A „PRAE”, az első román személyi számítógép) annak születése és elfogadtatása fél évtizedes viszontagságos történetét írja meg.

## Közéleti tevékenysége
Közéleti szerepe jelentős. Alapító főszerkesztője a kolozsvári Visszhang diákrádiónak (1973–76), az 1989. decemberi fordulatkor részt vett a demokratikus magyar szervezkedésekben Kolozsvárt: a Nemzeti Megmentési Front Tanácsának tagja, az Erdélyi Magyar Műszaki Tudományos Társaság alelnöke (1990–92), az RMDSZ országos elnökségének tagja (1991–92), a Magyarok Világszövetségének 1992-től elnökségi tagja, 1996-tól elnökhelyettese, 2000-től elnöke; a Világszövetség Erdélyi Társaságának alapító elnöke (1994-től). A Magyar Kisebbség felelős kiadója (1996-tól). A 2000-es elnökválasztáskor Boross Péter exminiszterelnököt győzte le, azóta a Világszövetség egy fillér állami támogatást sem kap.